# آی‌پد (نسل ششم)
آی‌پد ۹/۷ اینچی (که به‌طور رسمی آی‌پد (نسل ششم)شناخته می‌شود) رایانه لوحی است که توسط اپل طراحی، توسعه و به بازار عرضه شده‌است. این آی پد در تاریخ ۲۷ مارس ۲۰۱۸، طی یک مراسم برای آموزش در دبیرستان لن تچ در شیکاگو به عنوان جانشین مدل ۲۰۱۷ که با پردانزنده اپل A۱۰ فیوژن و پشتیبانی از قلم‌هایی مانند اپل پنسل به روز شده‌است، معرفی شده‌است.آی پد همچنین برای مربیان و مدارس به بازار عرضه می‌شود.

## مشخصات فنی
نرم‌افزار آیپد با آی او اس ۱۱ عرضه شد و مجموعه برنامه‌های آی ورک از قبل نصب شده است. همچنین این تبلت از پشتیبانی از قلم اپل پنسل برخوردار بود.
سخت‌افزار آی پد تقریباً مشابه نسل قبلی است، به غیر از چند مورد ارتقا یافته مثل: پشتیبانی از قلم اپل پنسل و همچنین داشتن پردازنده جدید Apple A10 Fusion. این تبلت در سه رنگ نقره ای، خاکستری و یک رنگ طلایی جدید در دسترس است تا با رنگ جدید آیفون ۸ مطابقت داشته باشد. همچنیناز لحاظ حافظه داخلی در نسخه های ۳۲ گیگابایت تا ۱۲۸ عرضه می شود.  ضخامت آن هم ۷/۵ میلی‌متر است و برخلاف آی پد پرو، آی پد از صفحه نمایش چند لایه برخوردار نیست.